# Johnny och bomben
Johnny och bomben (eng. titel: Johnny and the Bomb) är en roman av Terry Pratchett, 1996. Det är den tredje romanen som presenterar Johnny Maxwell och hans vänner, De färdas i Tiden. De första två romaner i Johnny Maxwell Trilogin är Bara du kan rädda mänskligheten (1992) och Johnny och Döda (1993).

## Handling
Boken handlar om huvudpersonen Johnny och hans vänner som heter Wobbler, Kirsty, Bigmac och Yo-less. Där Johnny bor fanns det en enligt honom konstig gammal kvinna som heter Tachyon. Hon brukar försvinna och dyka upp varsomhelst och har alltid med sig en kundvagn med sig vart än hon går. En dag hittar Johnny och hans vänner kundvagnen med henne i medvetslös. De tar Tachyon till sjukhuset och Johnny tar hem kundvagnen. Kundvagnen visar sig att vara en tidsmaskin. När han och hans vänner färdas i tiden så bestämmer Johnny att färdas tillbaka till hans stad som heter Blackbury under The Blitz. De färdas till Blackbury och Wobbler blir kvar år 1941. När de återvänder för att hämta Wobbler försöker Johnny samtidigt rädda människorna som dödades på Paradise Street. 